# EM i mountainbike-orientering
Europamesterskabet i mountainbike-orientering (engelsk: European MTB Orienteering Championships, fork. EMTBOC) er det officielle europamesterskab i mountainbike-orientering. Det blev første gang afholdt i 2006 ved den polske by Warszawa. Europamesterskabet har siden været afviklet i årene 2007, 2008, 2009, 2011, 2013, 2015, og fra 2017 har det været afviklet hvert år – dog ikke i 2020, hvor det blev aflyst.
Ved europamesterskabet konkurreres der i 3-5 af følgende discipliner: en langdistance, en mellemdistance, en sprintdistance, en massestart og en stafet. Gennem årene har stafetterne vekslet mellem forskellige typer: stafet (for mænd henholdsvis kvinder) samt sprint-stafet og mixed stafet (i mixede teams).

## Historik
Nedenfor ses en oversigt over værtslande, der har afholdt EM i mountainbike-orientering. Årstal, dato, sted, antal deltagende lande og referencer er anført.

### Værtslande
| Værtslande ved EM i MTBO fordelt på år, dato, sted (by og land) og antal deltagende lande | Værtslande ved EM i MTBO fordelt på år, dato, sted (by og land) og antal deltagende lande | Værtslande ved EM i MTBO fordelt på år, dato, sted (by og land) og antal deltagende lande | Værtslande ved EM i MTBO fordelt på år, dato, sted (by og land) og antal deltagende lande | Værtslande ved EM i MTBO fordelt på år, dato, sted (by og land) og antal deltagende lande |
| År                                                                                        | Dato                                                                                      | Sted                                                                                      | Antal lande                                                                               | Reference                                                                                 |
| ----------------------------------------------------------------------------------------- | ----------------------------------------------------------------------------------------- | ----------------------------------------------------------------------------------------- | ----------------------------------------------------------------------------------------- | ----------------------------------------------------------------------------------------- |
| 2025                                                                                      | 14. maj–18. maj                                                                           | Vilnius, Litauen                                                                          | 19                                                                                        | [ 2 ]                                                                                     |
| 2024                                                                                      | 29. maj–2. juni                                                                           | Warszawa, Poland                                                                          | 20                                                                                        | [ 3 ]                                                                                     |
| 2023                                                                                      | 25.–29. april                                                                             | Loulé, Portugal                                                                           | 17                                                                                        | [ 4 ]                                                                                     |
| 2022                                                                                      | 18.–22. maj                                                                               | Ignalina, Litauen                                                                         | 17                                                                                        | [ 5 ]                                                                                     |
| 2021                                                                                      | 8.–10. oktober                                                                            | Abrantes, Portugal                                                                        | 17                                                                                        | [ 6 ] [ 7 ]                                                                               |
| 2019                                                                                      | 8.–10. juni                                                                               | Wroclaw, Polen                                                                            | 19                                                                                        | [ 8 ]                                                                                     |
| 2018                                                                                      | 27. juni–1. juli                                                                          | Budapest, Ungarn                                                                          | 20                                                                                        | [ 9 ]                                                                                     |
| 2017                                                                                      | 29. juli–5. august                                                                        | Orléans, Frankrig                                                                         | 20                                                                                        | [ 10 ]                                                                                    |
| 2015                                                                                      | 8.–14. juni                                                                               | Idanha-a-Nova, Portugal                                                                   | 19                                                                                        | [ 11 ]                                                                                    |
| 2013                                                                                      | 15.–23. juni                                                                              | Zamosc, Polen                                                                             | 20                                                                                        | [ 12 ]                                                                                    |
| 2011                                                                                      | 17.–25. september                                                                         | Leningrad, Rusland                                                                        | 20                                                                                        | [ 13 ]                                                                                    |
| 2009                                                                                      | 22.–28. juni                                                                              | Nordsjælland, Danmark                                                                     | 21                                                                                        | [ 14 ]                                                                                    |
| 2008                                                                                      | 22.–27. september                                                                         | Nida, Litauen                                                                             | 19                                                                                        | [ 15 ]                                                                                    |
| 2007                                                                                      | 4.–10. april                                                                              | Toscana, Italien                                                                          | 21                                                                                        | [ 16 ]                                                                                    |
| 2006                                                                                      | 30. august–3. september                                                                   | Warszawa, Polen                                                                           | 24                                                                                        | [ 17 ]                                                                                    |

## Resultater
Her følger resultaterne for EM i mountainbike-orientering fordelt på discipliner (lang-, mellem- og sprintdistance samt massestart og stafet), køn, årstal, medaljer (guld, sølv og bronze) og noter.

### Langdistance
Mænd
| Medaljetagere på mændenes langdistance ved EM i MTBO fordelt på år og medaljer (karat) | Medaljetagere på mændenes langdistance ved EM i MTBO fordelt på år og medaljer (karat) | Medaljetagere på mændenes langdistance ved EM i MTBO fordelt på år og medaljer (karat) | Medaljetagere på mændenes langdistance ved EM i MTBO fordelt på år og medaljer (karat) | Medaljetagere på mændenes langdistance ved EM i MTBO fordelt på år og medaljer (karat) |
| År                                                                                     | Guld                                                                                   | Sølv                                                                                   | Bronze                                                                                 | Noter                                                                                  |
| -------------------------------------------------------------------------------------- | -------------------------------------------------------------------------------------- | -------------------------------------------------------------------------------------- | -------------------------------------------------------------------------------------- | -------------------------------------------------------------------------------------- |
| 2024                                                                                   | Vojtech Ludvik                                                                         | Andreas Waldmann                                                                       | Samuel Pokala                                                                          |                                                                                        |
| 2022                                                                                   | Simon Braendli                                                                         | Samuel Pokala                                                                          | Jiri Hradil                                                                            |                                                                                        |
| 2021                                                                                   | Marcus Jansson                                                                         | Anton Foliforov                                                                        | Davide Machado                                                                         |                                                                                        |
| 2018                                                                                   | Vojtech Ludvik                                                                         | Luca Dallavalle                                                                        | Ruslan Gritsan                                                                         |                                                                                        |
| 2017                                                                                   | Rasmus Søgaard                                                                         | Ruslan Gritsan                                                                         | Baptiste Fuchs                                                                         |                                                                                        |
| 2015                                                                                   | Anton Foliforov                                                                        | Jussi Laurila                                                                          | Baptiste Fuchs                                                                         |                                                                                        |
| 2011                                                                                   | Erik Knudsen Skovgaard                                                                 | Frantisek Bogar                                                                        | Marek Pospisek                                                                         |                                                                                        |
| 2009                                                                                   | Lasse Brun Pedersen                                                                    | Erik Knudsen Skovgaard                                                                 | Juho Saarinen                                                                          |                                                                                        |
| 2008                                                                                   | Lasse Brun Pedersen                                                                    | Anton Foliforov                                                                        | Ruslan Gritsan                                                                         |                                                                                        |
| 2007                                                                                   | Mika Tervala                                                                           | Jaroslav Rygl                                                                          | Jérémie Gillmann                                                                       |                                                                                        |
| 2006                                                                                   | Mika Tervala                                                                           | Beat Oklé                                                                              | Rémy Jabas                                                                             |                                                                                        |

Kvinder
| Medaljetagere på kvindernes langdistance ved EM i MTBO fordelt på år og medaljer (karat) | Medaljetagere på kvindernes langdistance ved EM i MTBO fordelt på år og medaljer (karat) | Medaljetagere på kvindernes langdistance ved EM i MTBO fordelt på år og medaljer (karat) | Medaljetagere på kvindernes langdistance ved EM i MTBO fordelt på år og medaljer (karat) | Medaljetagere på kvindernes langdistance ved EM i MTBO fordelt på år og medaljer (karat) |
| År                                                                                       | Guld                                                                                     | Sølv                                                                                     | Bronze                                                                                   | Noter                                                                                    |
| ---------------------------------------------------------------------------------------- | ---------------------------------------------------------------------------------------- | ---------------------------------------------------------------------------------------- | ---------------------------------------------------------------------------------------- | ---------------------------------------------------------------------------------------- |
| 2024                                                                                     | Nikoline Splittorff                                                                      | Martina Tichovska                                                                        | Ruska Saarela                                                                            |                                                                                          |
| 2022                                                                                     | Gabrielle Andrasiuniene                                                                  | Nikoline Splittorff                                                                      | Anna Tiderman                                                                            |                                                                                          |
| 2021                                                                                     | Camilla Søgaard                                                                          | Veronika Kubinova                                                                        | Nikoline Splittorff                                                                      |                                                                                          |
| 2018                                                                                     | Martina Tichovska                                                                        | Olga Shipilova Vinogradova                                                               | Antonia Haga                                                                             |                                                                                          |
| 2017                                                                                     | Olga Shipilova Vinogradova                                                               | Gaëlle Barlet                                                                            | Emily Benham Kvale                                                                       |                                                                                          |
| 2015                                                                                     | Emily Benham Kvale                                                                       | Gaëlle Barlet                                                                            | Hana Garde                                                                               |                                                                                          |
| 2011                                                                                     | Marika Hara                                                                              | Ingrid Stengård                                                                          | Rikke Kornvig                                                                            |                                                                                          |
| 2009                                                                                     | Nadia Mikryukova                                                                         | Sonja Zinkl                                                                              | Michaela Gigon                                                                           |                                                                                          |
| 2008                                                                                     | Ramune Arlauskiene                                                                       | Karolin Mickeviciute Juodisiene                                                          | Michaela Gigon                                                                           |                                                                                          |
| 2007                                                                                     | Päivi Tommola                                                                            | Ksenia Chernykh                                                                          | Christine Schaffner                                                                      |                                                                                          |
| 2006                                                                                     | Michaela Gigon                                                                           | Christine Schaffner                                                                      | Maija Lång                                                                               |                                                                                          |

### Mellemdistance
Mænd
| Medaljetagere på mændenes mellemdistance ved EM i MTBO fordelt på år og medaljer (karat) | Medaljetagere på mændenes mellemdistance ved EM i MTBO fordelt på år og medaljer (karat) | Medaljetagere på mændenes mellemdistance ved EM i MTBO fordelt på år og medaljer (karat) | Medaljetagere på mændenes mellemdistance ved EM i MTBO fordelt på år og medaljer (karat) | Medaljetagere på mændenes mellemdistance ved EM i MTBO fordelt på år og medaljer (karat) |
| År                                                                                       | Guld                                                                                     | Sølv                                                                                     | Bronze                                                                                   | Noter                                                                                    |
| ---------------------------------------------------------------------------------------- | ---------------------------------------------------------------------------------------- | ---------------------------------------------------------------------------------------- | ---------------------------------------------------------------------------------------- | ---------------------------------------------------------------------------------------- |
| 2025                                                                                     | Jonas Maišelis                                                                           | Vojtech Ludvik                                                                           | Teemu Kaksonen                                                                           |                                                                                          |
| 2024                                                                                     | Andre Haga                                                                               | Ignas Ambrazas                                                                           | Vojtech Stransky                                                                         |                                                                                          |
| 2023                                                                                     | Vojtech Stransky                                                                         | Krystof Bogar                                                                            | Andre Haga                                                                               |                                                                                          |
| 2021                                                                                     | Simon Braendli                                                                           | Grigory Medvedev                                                                         | Vojtech Stransky                                                                         |                                                                                          |
| 2018                                                                                     | Krystof Bogar                                                                            | Ruslan Gritsan                                                                           | Baptiste Fuchs                                                                           |                                                                                          |
| 2017                                                                                     | Jussi Laurila                                                                            | Lauri Malsroos                                                                           | Krystof Bogar                                                                            |                                                                                          |
| 2015                                                                                     | Anton Foliforov                                                                          | Yoann Garde                                                                              | Valeriy Gluhov                                                                           |                                                                                          |
| 2013                                                                                     | Valeriy Gluhov                                                                           | Pekka Niemi                                                                              | Jiří Hradil                                                                              |                                                                                          |
| 2011                                                                                     | Erik Knudsen Skovgaard                                                                   | Samuli Saarela                                                                           | Beat Schaffner                                                                           |                                                                                          |
| 2009                                                                                     | Erik Knudsen Skovgaard                                                                   | Tobias Breitschaedel                                                                     | Lasse Brun Pedersen                                                                      |                                                                                          |
| 2008                                                                                     | Lasse Brun Pedersen                                                                      | Tõnis Erm                                                                                | Victor Korchagin                                                                         |                                                                                          |
| 2007                                                                                     | Mika Tervala                                                                             | Matti Keskinarkaus                                                                       | Jan Svoboda                                                                              |                                                                                          |
| 2006                                                                                     | Matti Keskinarkaus                                                                       | Mika Tervala                                                                             | Tuomo Tompuri                                                                            |                                                                                          |

Kvinder
| Medaljetagere på kvindernes mellemdistance ved EM i MTBO fordelt på år og medaljer (karat) | Medaljetagere på kvindernes mellemdistance ved EM i MTBO fordelt på år og medaljer (karat) | Medaljetagere på kvindernes mellemdistance ved EM i MTBO fordelt på år og medaljer (karat) | Medaljetagere på kvindernes mellemdistance ved EM i MTBO fordelt på år og medaljer (karat) | Medaljetagere på kvindernes mellemdistance ved EM i MTBO fordelt på år og medaljer (karat) |
| År                                                                                         | Guld                                                                                       | Sølv                                                                                       | Bronze                                                                                     | Noter                                                                                      |
| ------------------------------------------------------------------------------------------ | ------------------------------------------------------------------------------------------ | ------------------------------------------------------------------------------------------ | ------------------------------------------------------------------------------------------ | ------------------------------------------------------------------------------------------ |
| 2025                                                                                       | Nikoline Splittorff                                                                        | Saara YliHietanen                                                                          | Ruska Saarela                                                                              |                                                                                            |
| 2024                                                                                       | Ruska Saarela                                                                              | Gabriele Andrasiuniene                                                                     | Martina Tichovska                                                                          |                                                                                            |
| 2023                                                                                       | Camilla Søgaard                                                                            | Nikoline Splittorff                                                                        | Ruska Saarela                                                                              |                                                                                            |
| 2021                                                                                       | Nikoline Splittorff                                                                        | Gabriele Andrasiuniene                                                                     | Camilla Søgaard                                                                            |                                                                                            |
| 2018                                                                                       | Olga Shipilova Vinogradova                                                                 | Clare Dallimore                                                                            | Svetlana Foliforova                                                                        |                                                                                            |
| 2017                                                                                       | Emily Benham Kvale                                                                         | Martina Tichovska                                                                          | Gaëlle Barlet                                                                              |                                                                                            |
| 2015                                                                                       | Gaëlle Barlet                                                                              | Cecilia Thomasson                                                                          | Marika Hara                                                                                |                                                                                            |
| 2013                                                                                       | Emily Benham Kvale                                                                         | Cecilia Thomasson                                                                          | Ingrid Stengård                                                                            |                                                                                            |
| 2011                                                                                       | Ingrid Stengård                                                                            | Marika Hara                                                                                | Susanna Laurila                                                                            |                                                                                            |
| 2009                                                                                       | Rikke Kornvig                                                                              | Ingrid Stengård                                                                            | Michaela Gigon                                                                             |                                                                                            |
| 2008                                                                                       | Ingrid Stengård                                                                            | Michaela Gigon                                                                             | Christine Schaffner                                                                        |                                                                                            |
| 2007                                                                                       | Päivi Tommola                                                                              | Christine Schaffner                                                                        | Ksenia Chernykh                                                                            |                                                                                            |
| 2006                                                                                       | Christine Schaffner                                                                        | Anna Ustinova                                                                              | Ksenia Chernykh                                                                            |                                                                                            |

### Sprint
Mænd
| Medaljetagere på mændenes sprintdistance ved EM i MTBO fordelt på år og medaljer (karat) | Medaljetagere på mændenes sprintdistance ved EM i MTBO fordelt på år og medaljer (karat) | Medaljetagere på mændenes sprintdistance ved EM i MTBO fordelt på år og medaljer (karat) | Medaljetagere på mændenes sprintdistance ved EM i MTBO fordelt på år og medaljer (karat) | Medaljetagere på mændenes sprintdistance ved EM i MTBO fordelt på år og medaljer (karat) |
| År                                                                                       | Guld                                                                                     | Sølv                                                                                     | Bronze                                                                                   | Noter                                                                                    |
| ---------------------------------------------------------------------------------------- | ---------------------------------------------------------------------------------------- | ---------------------------------------------------------------------------------------- | ---------------------------------------------------------------------------------------- | ---------------------------------------------------------------------------------------- |
| 2025                                                                                     | Fabiano Bettega                                                                          | Miika Nurmi                                                                              | Jonas Maišelis                                                                           |                                                                                          |
| 2024                                                                                     | Samuel Pokala                                                                            | Ignas Ambrazas                                                                           | Andre Haga                                                                               |                                                                                          |
| 2023                                                                                     | Krystof Bogar                                                                            | Miika Numi                                                                               | Lauri Malsroos                                                                           |                                                                                          |
| 2022                                                                                     | Vojtech Ludvik                                                                           | Morten Örnhagen                                                                          | Marcus Jansson                                                                           |                                                                                          |
| 2019                                                                                     | Lauri Malsroos                                                                           | Krystof Bogar                                                                            | Valeriy Gluhov                                                                           |                                                                                          |
| 2017                                                                                     | Cedric Beill                                                                             | Lauri Malsroos                                                                           | Krystof Bogar                                                                            |                                                                                          |
| 2015                                                                                     | Lauri Malsroos                                                                           | Valeriy Gluhov                                                                           | Ruslan Gritsan                                                                           |                                                                                          |
| 2013                                                                                     | Jussi Laurila                                                                            | Ruslan Gritsan                                                                           | Juuso Jutila                                                                             |                                                                                          |
| 2011                                                                                     | Erik Knudsen Skovgaard                                                                   | Jiří Hradil                                                                              | Jussi Laurila                                                                            |                                                                                          |
| 2009                                                                                     | Rusland Gritsan                                                                          | Erik Knudsen Skovgaard                                                                   | Radek Laciga                                                                             |                                                                                          |
| 2008                                                                                     | Tobias Breitschaedel                                                                     | Tõnis Erm                                                                                | Ruslan Gritsan                                                                           |                                                                                          |
| 2007                                                                                     | Lasse Brun Pedersen                                                                      | Andreas Rief                                                                             | Jaroslav Rygl                                                                            | Uofficiel                                                                                |
| 2006                                                                                     | Beat Schaffner                                                                           | Anton Foliforov                                                                          | Matti Keskinarkaus                                                                       | Uofficiel                                                                                |

Kvinder
| Medaljetagere på kvindernes sprintdistance ved EM i MTBO fordelt på år og medaljer (karat) | Medaljetagere på kvindernes sprintdistance ved EM i MTBO fordelt på år og medaljer (karat) | Medaljetagere på kvindernes sprintdistance ved EM i MTBO fordelt på år og medaljer (karat) | Medaljetagere på kvindernes sprintdistance ved EM i MTBO fordelt på år og medaljer (karat) | Medaljetagere på kvindernes sprintdistance ved EM i MTBO fordelt på år og medaljer (karat) |
| År                                                                                         | Guld                                                                                       | Sølv                                                                                       | Bronze                                                                                     | Noter                                                                                      |
| ------------------------------------------------------------------------------------------ | ------------------------------------------------------------------------------------------ | ------------------------------------------------------------------------------------------ | ------------------------------------------------------------------------------------------ | ------------------------------------------------------------------------------------------ |
| 2025                                                                                       | Nikoline Splittorff                                                                        | Ruska Saarela                                                                              | Algirda Mickuvienė                                                                         |                                                                                            |
| 2024                                                                                       | Nikoline Splittorff                                                                        | Gabriele Andrasiuniene                                                                     | Constance Devillers                                                                        |                                                                                            |
| 2023                                                                                       | Kaarina Nurminen                                                                           | Saara YliHietanen                                                                          | Veronika Kubinova                                                                          |                                                                                            |
| 2022                                                                                       | Camilla Søgaard                                                                            | Martina Tichovska                                                                          | Marika Hara                                                                                |                                                                                            |
| 2019                                                                                       | Veronika Kubinova                                                                          | Camilla Søgaard                                                                            | Nadia Larsson                                                                              |                                                                                            |
| 2017                                                                                       | Martina Tichovska                                                                          | Camilla Søgaard                                                                            | Maja Rothweiler                                                                            |                                                                                            |
| 2015                                                                                       | Martina Tichovska                                                                          | Emily Benham Kvale                                                                         | Marika Hara                                                                                |                                                                                            |
| 2013                                                                                       | Marika Hara                                                                                | Ursina Jäggi                                                                               | Ingrid Stengård                                                                            |                                                                                            |
| 2011                                                                                       | Marika Hara                                                                                | Gaëlle Barlet                                                                              | Anna Kaminska                                                                              |                                                                                            |
| 2009                                                                                       | Michaela Gigon                                                                             | Line Stallknecht Brun Pedersen                                                             | Hana La Carbonara                                                                          |                                                                                            |
| 2008                                                                                       | Ingrid Stengård                                                                            | Ramune Arlauskiene                                                                         | Marika Hara                                                                                |                                                                                            |
| 2007                                                                                       | Ksenia Chernykh                                                                            | Anna Ustinova                                                                              | Anna Füzy                                                                                  | Uofficiel                                                                                  |
| 2006                                                                                       | Christine Schaffner                                                                        | Anna Sheldon                                                                               | Nadia Mikryukova                                                                           | Uofficiel                                                                                  |

### Massestart
Mænd
| Medaljetagere på mændenes massestart ved EM i MTBO fordelt på år og medaljer (karat) | Medaljetagere på mændenes massestart ved EM i MTBO fordelt på år og medaljer (karat) | Medaljetagere på mændenes massestart ved EM i MTBO fordelt på år og medaljer (karat) | Medaljetagere på mændenes massestart ved EM i MTBO fordelt på år og medaljer (karat) | Medaljetagere på mændenes massestart ved EM i MTBO fordelt på år og medaljer (karat) |
| År                                                                                   | Guld                                                                                 | Sølv                                                                                 | Bronze                                                                               | Noter                                                                                |
| ------------------------------------------------------------------------------------ | ------------------------------------------------------------------------------------ | ------------------------------------------------------------------------------------ | ------------------------------------------------------------------------------------ | ------------------------------------------------------------------------------------ |
| 2025                                                                                 | Samuel Pokala                                                                        | Vojtech Ludvik                                                                       | Jonas Maišelis                                                                       |                                                                                      |
| 2023                                                                                 | Samuel Pokala                                                                        | Davide Machado                                                                       | Vojtech Ludvik                                                                       |                                                                                      |
| 2019                                                                                 | Anton Foliforov                                                                      | Kare Kaskinen                                                                        | Angel Garcia Garcia                                                                  |                                                                                      |
| 2013                                                                                 | Jussi Laurila                                                                        | Valeriy Gluhov                                                                       | Jiří Hradil                                                                          |                                                                                      |

Kvinder
| Medaljetagere på kvindernes massestart ved EM i MTBO fordelt på år og medaljer (karat) | Medaljetagere på kvindernes massestart ved EM i MTBO fordelt på år og medaljer (karat) | Medaljetagere på kvindernes massestart ved EM i MTBO fordelt på år og medaljer (karat) | Medaljetagere på kvindernes massestart ved EM i MTBO fordelt på år og medaljer (karat) | Medaljetagere på kvindernes massestart ved EM i MTBO fordelt på år og medaljer (karat) |
| År                                                                                     | Guld                                                                                   | Sølv                                                                                   | Bronze                                                                                 | Noter                                                                                  |
| -------------------------------------------------------------------------------------- | -------------------------------------------------------------------------------------- | -------------------------------------------------------------------------------------- | -------------------------------------------------------------------------------------- | -------------------------------------------------------------------------------------- |
| 2025                                                                                   | Nikoline Splittorff                                                                    | Ruska Saarela                                                                          | Ingrid Stengard                                                                        |                                                                                        |
| 2023                                                                                   | Nikoline Splittorff                                                                    | Gabrielle Andrasiuniene                                                                | Cecilia Thomasson                                                                      |                                                                                        |
| 2019                                                                                   | Camilla Søgaard                                                                        | Clare Dallimore                                                                        | Ingrid Stengård                                                                        |                                                                                        |
| 2013                                                                                   | Cecilia Thomasson                                                                      | Camilla Søgaard                                                                        | Maja Rothweiler                                                                        |                                                                                        |

### Stafet
Mixede teams (mixed sprint-stafet, sprint-stafet og mixed stafet)
| Medaljetagere på stafetten for mixed teams ved EM i MTBO fordelt på år og medaljer (karat) | Medaljetagere på stafetten for mixed teams ved EM i MTBO fordelt på år og medaljer (karat) | Medaljetagere på stafetten for mixed teams ved EM i MTBO fordelt på år og medaljer (karat) | Medaljetagere på stafetten for mixed teams ved EM i MTBO fordelt på år og medaljer (karat) | Medaljetagere på stafetten for mixed teams ved EM i MTBO fordelt på år og medaljer (karat) |
| År                                                                                         | Guld                                                                                       | Sølv                                                                                       | Bronze                                                                                     | Noter                                                                                      |
| ------------------------------------------------------------------------------------------ | ------------------------------------------------------------------------------------------ | ------------------------------------------------------------------------------------------ | ------------------------------------------------------------------------------------------ | ------------------------------------------------------------------------------------------ |
| 2025                                                                                       | Tjekkiet Martina Tichovska Vojtech Ludvik Krystof Bogar                                    | Litauen Algirda Mickuvienė Jonas Maišelis Ignas Ambrazas                                   | Sverige Elvira Larsson Sverre Rojgard Rasmus Nordgren                                      | Mixed stafet                                                                               |
| 2024                                                                                       | Tjekkiet Martina Tichovska Vojtech Ludvik Krystof Bogar                                    | Finland Ruska Saarela Samuel Pokala Andre Haga                                             | Italien Iris Aurora Pecoran Fabiano Bettega Luca Dallavalle                                | Mixed stafet                                                                               |
| 2023                                                                                       | Finland Antonia Haga Miika Nurmi Teemu Kaksonen                                            | Italien Iris Aurora Pecoran Fabiano Bettega Riccardo Rosetto                               | Schweiz Ursina Jaeggi Noah Rieder Adrian Jaeggi                                            | Mixed stafet                                                                               |
| 2022                                                                                       | Tjekkiet Martina Tichovska Vojtech Ludvik Krystof Bogar                                    | Østrig Marina Reiner Tobias Breitschaedel Andreas Waldmann                                 | Sverige Linn Bylars Rasmus Nordgren Marcus Jansson                                         | Mixed stafet                                                                               |
| 2021                                                                                       | Tjekkiet Veronika Kubinova Vojtech Ludvik Krystof Bogar                                    | Rusland Olga Shipilova Vinogradova Ruslan Gritsan Valeriy Gluhov                           | Litauen Gabriele Andrasiuniene Jonas Maiselis Ignas Ambrazas                               | Mixed stafet                                                                               |
| 2019                                                                                       | Tjekkiet Veronika Kubinova Vojtech Ludvik Krystof Bogar                                    | Rusland Anastasiya Svir Valeriy Gluhov Anton Foliforov                                     | Finland Marika Hara Jussi Laurila Pekka Niemi                                              | Mixed stafet                                                                               |
| 2018                                                                                       | Tjekkiet Martina Tichovska Vojtech Ludvik Krystof Bogar                                    | Rusland Olga Shipilova Vinogradova Valeriy Gluhov Anton Foliforov                          | Finland Marika Hara Andre Haga Kare Kaskinen                                               | Mixed stafet                                                                               |
| 2017                                                                                       | Tjekkiet Martina Tichovska Krystof Bogar                                                   | Finland Marika Hara Jussi Laurila                                                          | Frankrig Gaelle Barlet Baptiste Fuchs                                                      | Sprint-stafet                                                                              |
| 2015                                                                                       | Frankrig Gaelle Barlet Baptiste Fuchs                                                      | Tjekkiet Martina Tichovska Jiri Hradil                                                     | Finland Marika Hara Jussi Laurila                                                          | Mixed sprint-stafet                                                                        |
| 2013                                                                                       | Finland Marika Hara Jussi Laurila                                                          | Rusland Svetlana Poverina Ruslan Gritsan                                                   | Schweiz Ursina Jäggi Christian Wüthrich                                                    | Mixed sprint-stafet                                                                        |

Mænd
| Medaljetagere på mændenes stafet ved EM i MTBO fordelt på år og medaljer (karat) | Medaljetagere på mændenes stafet ved EM i MTBO fordelt på år og medaljer (karat) | Medaljetagere på mændenes stafet ved EM i MTBO fordelt på år og medaljer (karat) | Medaljetagere på mændenes stafet ved EM i MTBO fordelt på år og medaljer (karat) | Medaljetagere på mændenes stafet ved EM i MTBO fordelt på år og medaljer (karat) |
| År                                                                               | Guld                                                                             | Sølv                                                                             | Bronze                                                                           | Noter                                                                            |
| -------------------------------------------------------------------------------- | -------------------------------------------------------------------------------- | -------------------------------------------------------------------------------- | -------------------------------------------------------------------------------- | -------------------------------------------------------------------------------- |
| 2017                                                                             | Tjekkiet Vojtech Stransky Vojtech Ludvik Krystof Bogar                           | Rusland Anton Foliforov Valeriy Gluhov Ruslan Gritsan                            | Danmark Thomas Steinthal Rasmus Folino Nielsen Rasmus Søgaard                    |                                                                                  |
| 2015                                                                             | Tjekkiet Martin Sevcik Jiri Hradil Vojtech Stransky                              | Frankrig Yoann Garde Baptiste Fuchs Cedric Beill                                 | Rusland Ruslan Gritsan Anton Foliforov Valeriy Glukhov                           |                                                                                  |
| 2013                                                                             | Finland Pekka Niemi Samuli Saarela Jussi Laurila                                 | Rusland Valeriy Gluhov Ruslan Gritsan Anton Foliforov                            | Tjekkiet Martin Ševčik Jan Svoboda Vojtech Stránský                              |                                                                                  |
| 2011                                                                             | Tjekkiet Radek Laciga Marek Pospíšek Jiři Hradil                                 | Rusland Valeriy Gluhov Ruslan Gritsan Anton Foliforov                            | Østrig Andreas Rief Bernhard Schachinger Tobias Breitschädel                     |                                                                                  |
| 2009                                                                             | Danmark Allan Treschow Jensen Claus Stallknecht Bjarke Refslund                  | Estland Lauri Malsroos Margus Hallik Tönis Erm                                   | Rusland Victor Korchagin Ruslan Gritsan Anton Foliforov                          |                                                                                  |
| 2008                                                                             | Danmark Allan Jensen Erik Skovgaard Knudsen Lasse Brun Pedersen                  | Schweiz Beat Schaffner Simon Seger Beat Okle                                     | Tjekkiet Radek Laciga Jiri Hradil Jan Lauerman                                   |                                                                                  |
| 2007                                                                             | Schweiz Beat Schaffner Simon Seger Beat Oklé                                     | Tjekkiet Sevcik Martin Jaroslav Rygl Lubomir Tomecek                             | Frankrig Stephane Toussaint Matthieu Barthelemy Jérémie Gillmann                 |                                                                                  |
| 2006                                                                             | Finland Matti Keskinarkaus Tuomo Tompuri Mika Tervala                            | Frankrig Stephan Toussaint Matthieu Barthelemy Jérémie Gillman                   | Tjekkiet Ctibor Podrabsky Jaroslav Rygl Lubomir Tomecek                          |                                                                                  |

Kvinder
| Medaljetagere på kvindernes stafet ved EM i MTBO fordelt på år og medaljer (karat) | Medaljetagere på kvindernes stafet ved EM i MTBO fordelt på år og medaljer (karat) | Medaljetagere på kvindernes stafet ved EM i MTBO fordelt på år og medaljer (karat)   | Medaljetagere på kvindernes stafet ved EM i MTBO fordelt på år og medaljer (karat) | Medaljetagere på kvindernes stafet ved EM i MTBO fordelt på år og medaljer (karat) |
| År                                                                                 | Guld                                                                               | Sølv                                                                                 | Bronze                                                                             | Noter                                                                              |
| ---------------------------------------------------------------------------------- | ---------------------------------------------------------------------------------- | ------------------------------------------------------------------------------------ | ---------------------------------------------------------------------------------- | ---------------------------------------------------------------------------------- |
| 2017                                                                               | Tjekkiet Katerina Novakova Marie Brezinova Martina Tichovska                       | Litauen Gabriele Andrasiuniene Karolina Mickeviciute Juodisiene Algirda Zaliauskaite | Danmark Nina Hoffmann Cæcilie Rueløkke Christoffersen Camilla Søgaard              |                                                                                    |
| 2015                                                                               | Tjekkiet Renata Paulickova Marie Brezinova Martina Tichovska                       | Frankrig Nicole Hueber Hana Garde Gaelle Barlet                                      | Danmark Nina Hoffmann Cæcilie Rueløkke Christoffersen Camilla Søgaard              |                                                                                    |
| 2013                                                                               | Finland Ingrid Stengård Marika Hara Susanna Laurila                                | Rusland Svetlana Poverina Olga Vinogradova Ksenia Chernykh                           | Slovakiet Daniela Trnovcová Natália Tyszová Stanislava Fajtová                     |                                                                                    |
| 2011                                                                               | Tjekkiet Barbora Chudíková Martina Tichovská Renata Paulíčková                     | Rusland Svetlana Poverina Olga Vinogradova Ksenia Chernykh                           | Schweiz Maja Rothweiler Ursina Jäggi Christine Schaffner-Raeber                    |                                                                                    |
| 2009                                                                               | Finland Tarja Vesanto Marika Hara Ingrid Stengård                                  | Østrig Elisabeth Hohenwarter Sonja Zinkl Michaela Gigon                              | Danmark Nina Hoffmann Line Pedersen Rikke Kornvig                                  |                                                                                    |
| 2008                                                                               | Finland Kirsi Korhonen Marika Hara Ingrid Stengard                                 | Litauen Vaida Reinartaite Ramune Arlauskiene Karolina Mickeviciute                   | Østrig Elisabeth Hohenwarter Sonja Zinkl Michaela Gigon                            |                                                                                    |
| 2007                                                                               | Frankrig Caroline Finance Madeleine Kammerer Aurélie Ballot                        | Finland Ingrid Stengård Taija Jäppinen Päivi Tommola                                 | Østrig Nicole Senft Elisabeth Hohenwarter Michaela Gigon                           |                                                                                    |
| 2006                                                                               | Finland Ingrid Stengård Päivi Tommola Maija Lang                                   | Rusland Nadia Mikryukova Anna Ustinova Ksenia Chernykh                               | Tjekkiet Marketa Jakoubova Michaela Lacigova Hana La Carbonara                     |                                                                                    |